# Tomás I Comneno Ducas
Tomás I Comneno Ducas(em grego: Θωμάς Α΄ Κομνηνός Δούκας; romaniz.: Thōmas I Komnēnos Doukas) foi um monarca de Epiro entre cerca de 1297 até sua morte em 1318. Ele era filho de Nicéforo I Comneno Ducas, que o antecedeu na posição, e Ana Paleóloga Cantacuzena, sobrinha do imperador bizantino Miguel VIII Paleólogo. 

## Vida
Em 1290, Tomás recebeu o título de déspota do primo de sua mãe, o novo imperador Andrônico II Paleólogo. A sucessão de Tomás ao trono quando o pai morreu foi ameaçada pelo casamento de sua irmã, Tamara Angelina Comnena com Filipe I de Tarento, um filho do rei Carlos II de Nápoles com Maria da Hungria em 1294. Embora Filipe tenha recebido uma promessa de herdar Epiro através de Tamara, quando Nicéforo morreu entre setembro de 1296 e julho de 1298, Ana assegurou que seu filho assumisse e tornou-se sua regente.
O ato isolou Epiro de seu mais poderoso aliado e o deixou praticamente sem apoio externo. Carlos II exigiu que os domínios de Tomás fossem entregues a Filipe e Tamara, mas Ana se recusou, alegando que o arranjo fora desfeito quando Tamara foi forçada a abandonar a fé ortodoxa. Para remediar, Ana conseguiu uma aliança com o Império Bizantino e o casamento do jovem Tomás com Ana Paleóloga, a filha do coimperador Miguel IX Paleólogo. O casamento de fato se realizou entre 1307 e 1313. Neste ínterim, Carlos II enviou tropas, mas elas foram repelidas e os epirotas avançaram em terras angevinas na porção ocidental dos Bálcãs, recuperando Butrinto e Naupacto em 1304–1305. Uma nova invasão angevina em 1307 terminou com uma solução de compromisso entre Filipe e Tomás, pela qual o Filipe recebeu de volta muitas das fortalezas que haviam sido tomadas na guerra anterior.
Epiro gravitou cada vez mais para a esfera de influência bizantino até que uma disputa privada entre comandantes bizantinos e epirotas iniciou um novo conflito em 1315. Os bizantinos atacaram fundo, chegando até Arta e Tomás aprisionou sua esposa, iniciando depois conversas com Filipe de Tarento. Mas, antes que Epiro conseguisse uma nova aliança com os angevinos, Tomás foi assassinado por seu sobrinho, o conde Nicolau Orsini, conde de Cefalônia.